# Bolesław 3. Krzywousty
Bolesław 3. Krzywousty (polsk: Bolesław III Krzywousty; 20. august 1086 – 28. oktober 1138), også kendt som Bolesław 3. Wrymouth eller Boleslaus den skævmundede, af piast-slægten var hertug af Lillepolen, Schlesien og Sandomierz mellem 1102 og 1107 og over hele Polen mellem 1107 og 1138. Han var det eneste barn af hertug Władysław 1. Herman og hans første kone, Judith af Bøhmen.
Bolesław begyndte at regere i det sidste årti af det 11. århundrede, da centralregeringen i Polen blev væsentligt svækket. Władysław 1. Herman var politisk afhængig af pfalzgreve Sieciech, som blev landets de facto hersker. Støttet af deres far, udviste Boleslaw og hans halvbror Zbigniew Sieciech fra landet i 1101, efter flere års kampe. Efter Władysław 1. Hermans død i 1102 blev der oprettet to uafhængige stater, der blev styret af Bolesław og Zbigniew.
Bolesław søgte at overtage  Pommern, hvilket forårsagede en væbnet konflikt mellem brødrene som tvang Zbigniew til at flygte fra landet og søge militær hjælp fra kong Henrik 5. af Tyskland. Bolesław straffede Zbigniew ved at blinde ham. Denne handling vakte stor  forargelse blandt Zbigniews tilhængere, og det resulterede i en politisk krise i Polen. Bolesław genvandt sine undersåtters gunst ved offentlig bod og foretog en pilgrimsrejse til klosteret for hans protektor, Saint Giles i Ungarn.

## Politik
Bolesław baserede ligesom Bolesław 2. den Generøse sin udenrigspolitik på at opretholde gode forbindelser med nabolandene Ungarn og Kijevriget, som han knyttede stærke forbindelser med,  gennem ægteskab og militært samarbejde,  for at bryde Polens politiske afhængighed af Tyskland og Henriks vasal, kongen af Bøhmen. Disse alliancer havde gjort det muligt for Bolesław effektivt at forsvare landet mod invasion i 1109. Flere år senere udnyttede Bolesław dygtigt de dynastiske stridigheder i Bøhmen for at sikre fred ved den sydvestlige grænse.
Bolesław viede den anden halvdel af sit styre til erobringen af Pommern. I 1113 erobrede han de nordlige byer langs floden  Noteć, hvilket styrkede grænsen til Pommern. I de følgende år fortsatte han forsøget på  at erobre Pommern. Løsningen af konflikten med Det Hellige Romerske Rige tillod Bolesław at underordne sig Vestpommern og indlemme Gdańsk Pommern. Han g gennemførte ekspeditioner i tre etaper, og endte i 1120'erne med militære og politiske succeser. Integration i de annekterede lande  muliggjorde at bygge kirker og begynde processen med at konvertere Pommern til kristendommen. Biskop Otto af Bamberg bekræftede kristningen af Pommern fra 1123 og frem.
I 1130'erne deltog Bolesław i den dynastiske strid i Ungarn. Et uventet nederlag tvang ham til at lave en aftale med Tyskland, hvor kongressen i Merseburg i  1135 behandlede  spørgsmålene om Pommern, Schlesisk (sandsynligvis også polsk) suverænitet og ærkebispedømmet Magdeburgs overherredømme over den polske kirke.

## Ægteskaber
Bolesław var gift to gange. Hans første ægteskab, der var med den Kievanske prinsesse Zbyslava, gav ham en mulighed for at gribe militært ind i Kijevrigets indre anliggender. Efter hendes død giftede Bolesław sig med en tysk adelskvinde, Salomea af Berg, som på en eller anden måde var årsag til ændringer i polsk udenrigspolitik: I den sidste del af hans regeringstid forsøgte hertugen at genoprette de diplomatiske forbindelser med sin vestlige nabo. Hans sidste, og måske mest betydningsfulde handling, var hans testamente kendt som "Successionsstatutten", hvor han delte landet mellem sine sønner, hvilket førte til næsten 200 års feudal opdeling af det polske kongerige.

## Eftermæle
Bolesław 3. Krzywousty er langt ind i det 19. århundrede, blevet anerkendt af historieskrivningen, som et symbol på polske politiske forhåbninger. Han fastholdt også uafhængigheden af det polske ærkebisperåd Gniezno, trods en midlertidig fiasko i 1130'erne. Selvom han opnåede utvivlsomme succeser, begik han alvorlige politiske fejl, især mod hans halvbror Zbigniew fra Polen. Forbrydelsen mod Zbigniew og hans bod for den viser samtidig Bolesławs store ambition, såvel som hans evne til at finde et politisk kompromis.

### Online kilder
- Marcin Bielski : Kronika polska (på polsk), Kraków 1597, [hentet 28. juli 2014].
- August Bielowski (red), Monumenta Poloniae Historica (på polsk), bd. II, Lwów 1872, [hentet 28. juli 2014].
- Pavelig Bull Ex commisso nobis a Deo i: Codex diplomaticus majoris Polonia (på latin), bd. 1, nr 7, [hentet 28. juli 2014].
- Pavelig Bull Sacrosancta Romana i: Codex diplomaticus majoris Polonia (på latin), bd. 1, nr 6, [hentet 28. juli 2014].
- Gallus Anonym: Kronika polska (på polsk), Wrocław 2003, [hentet 28. juli 2014].
- Jan Długosz : Jana Długosza kanonika krakowskiego Dziejów polskich ksiąg dwanaście (på polsk), vol. I, Kraków 1867, [hentet 28. juli 2014].
- GH Pertz: Annales Magdeburgenses (Monumenta Germaniae Historica) (Monumenta Germaniae Historica) (på latin), vol. XVI, Hannover 1859, [hentet 1. juli 2011].
- GH Pertz: Annalista Saxo w: Chronica et annales aevi Salici (Monumenta Germaniae Historica) (på latin), vol. VI, Hannover 1844, [hentet 28. juli 2014].
- Samlet arbejde: Monumenta Poloniae Historica (på polsk) (polske historiske monumenter), bd. III, Lwów 1878, [hentet 28. juli 2014].

- M. Andrałojć, W. Andrałojć: Bulle księcia Bolesława Krzywoustego (på polsk) [hentet 28. juli 2014].
- M. Andrałojć, W. Andrałojć: Nie śniło się historykom (på polsk) [hentet 28. juli 2014].
- O. Balzer : Genealogia Piastów (på polsk), Kraków 1895 [hentet 28. juli 2014].
- R. Drogi: Państwo Czeskie Przemyślidów (historia Czech, cz. III. 1) (på polsk) Arkiveret 12 February 2010 hos  Wayback Machine </link> [hentet 28. juli 2014].
- M. Folwarniak: Pierwsze polskie brakteaty. Poglądy na ich temat w ujęciu historycznym (på polsk) [hentet 28. juli 2014].
- W. Garbaczewski: Polska: Epoka denarowa w mennictwie polskim (på polsk) [hentet 28. juli 2014].
- W. Garbaczewski: Polskie monety kruszcowe od X wieku (på polsk) [hentet 28. juli 2014].
- M. Gronowski: Opactwo Benedyktynów w Tyńcu. Założenie klasztoru. Spór o fundatora Opactwa (på polsk) [hentet 28. juli 2014].
- K. Kmąk: Wojna polsko-niemiecka 1109 (på polsk) [hentet 28. juli 2014].
- K. Kollinger: Ruskie posiłki dla Bolesława III Krzywoustego w 1109, śmierć Zbysławy i trwałość sojuszu polsko-ruskiego w latach 1102–1114 (på polsk) [hentet 13. september 2009].
- B. Kozłowski: Śmierć księcia Zbigniewa, oślepionego przez Bolesława Krzywoustego (på polsk) [hentet 2. september 2009].
- W. Mischke og andre: Kronika życia naukowego (på polsk) [hentet 28. juli 2014].
- W. Mischke: Polska korona królów czeskich (på polsk) [hentet 28. juli 2014].
- Ł. Piernikarczyk: Palatyn Sieciech (1080-1100) (på polsk) [hentet 28. juli 2014].
- H. Podolińska: Kościół grodowy (I) na Ostrowie Tumskim – historyczny świadek Obrony Głogowa (på polsk) [hentet 28. juli 2014].
- J. Prajzner: Numizmatyka: Katalog polskich monet obiegowych. Monety 1916–2010 (på polsk) [hentet 28. juli 2014].
- S. Orgelbranda encyklopedja powszechna (på polsk), bd. 12, Od Polska do Rohan, Warszawa 1902, [hentet 28. juli 2014].
- J. Serafin: Pomniki Głogowa (på polsk) [i:] J. Sadowski (red.): Encyklopedia Ziemi Głogowskiej, bd. XLIII, Głogów 2001, [hentet 28. juli 2014].
- R. Sidorski: Kierunek: Wenecja!. Wywiad z Tomaszem Jasińskim (på polsk) [hentet 28. juli 2014].
- S. Suchodolski: Nowe (mazowieckie) znalezisko bulli Bolesława Krzywoustego i problemy ołowianych pieczęci we wczesnośredniowiecznej Polsce (på polsk) [hentet 28. juli 2014].
- A. Śmiech: Testament Bolesława Krzywoustego (på polsk) [hentet 28. juli 2014].

- Kort over den feudale opløsning